# Kyriacos Costa Nicolaou
Kyriacos Costa Nicolaou (Grieks: Κυριάκος Κοστα Νικολάου) (Karavas, 5 juli 1946) is een Amerikaans scheikundige van Cypriotische afkomst, hoofdzakelijk bekend van zijn onderzoek naar de totaalsynthese van natuurproducten. Hij bekleedde diverse leerstoelen aan verschillende universiteiten en voor zijn bijdragen ontving hij talrijke prijzen en onderscheidingen, waaronder de Benjamin Franklin Medal in 2011.

## Biografie
K.C. Nicolaou werd geboren op Cyprus, waar hij ook opgroeide. In 1964 verhuisde hij naar Engeland, waar hij eerst twee jaar verbleef om Engels te leren en zich voor te bereiden op de universiteit. Hij studeerde scheikunde aan de Universiteit van Londen, waar hij in 1969 aan het Bedford College zijn Bachelor of Science behaalde. In 1972 behaalde hij zijn doctorstitel aan het University College London, onder toezicht van F. Sondheimer en P.J. Garratt. In datzelfde jaar verhuisde hij naar de Verenigde Staten en, na enkele postdoctorale posities te hebben bekleed aan de Columbia-universiteit (1972-1973) en de Harvard-universiteit (1973-1976; onder toezicht van Nobelprijswinnaar Elias James Corey), werd hij aangesteld tot professor aan de Universiteit van Pennsylvania. 
In 1989 verhuisde Nicolaou naar San Diego, waar hij zowel aan de UCSD als aan het Scripps Research Institute tot professor werd aangesteld. Van 2005 tot 2011 leidde hij het Chemical Synthesis Laboratory van het Agency for Science, Technology and Research in Singapore. In 2013 verhuisde Nicolaou naar Rice University in Houston.

## Werk
De onderzoeksgroep van Nicolaou is actief in het gebied van de organische chemie. Ze is gespecialiseerd in de methodologische en strategische ontwikkeling van totaalsynthesen voor allerhande natuurproducten. Nicolaou en zijn groep hebben reeds talrijke complexe verbindingen gesynthetiseerd, waaronder taxol (paclitaxel) en vancomycine. Met name de totaalsynthese van taxol, die in 1994 bijna gelijktijdig met die van Robert A. Holton werd gepubliceerd, verkreeg ruime media-aandacht vanwege de structurele complexiteit en de krachtige cytostatische werking van het natuurproduct.
Tot de door Nicolaou gesynthetiseerde groep natuurproducten behoren onder andere:
- Endiandrinezuur A-D (1982)
- Amfoteronolide B en amfotericine B (1987)
- Calicheamicine γ1 (1992)
- Sirolimus (1993)
- Taxol (1994)[1]
- Zaragozinezuur A (1994)
- Brevetoxin B (1995)
- Vancomycine (1998)
- Everninomicine (1999)
- Sporolide B (2010)

Nicolaou is co-auteur van meer dan 720 wetenschappelijke publicaties en houder van meer dan 60 patenten.

## Publicaties
Nicolaou is co-auteur van drie overzichtswerken over totaalsynthese:
- Classics in Total Synthesis I (1996)
- Classics in Total Synthesis II (2003)
- Classics in Total Synthesis III (2011)

Daarnaast schreef hij nog andere boeken, waaronder:
- Selenium in Natural Products Synthesis (1984)
- Handbook of Combinatorial Chemistry: Drugs, Catalysts, Materials (2002)
- Molecules That Changed the World (2008)